# Galazón
Galazón (en catalán y oficialmente Galatzó) es una zona residencial perteneciente al municipio español de Calviá, en la isla de Mallorca, que toma nombre de la montaña Galazón situada en la posesión de Galazón, parte de la Sierra de Tramontana, finca municipal que también pertenece a Calviá. La urbanización se encuentra ubicada en el Predio Son Pillo, y su construcción comenzó a finales de los años 70. Se encuentra rodeada de zonas verdes y forma parte del recorrido del Paseo Calviá, considerado como el pulmón verde del municipio. El proyecto fue llevado a cabo por la cooperativa de Pablo Iglesias Posse, y supuso la iniciativa de Vivienda Social en el municipio. Posee una población censada de 1.597 habitantes.
Es colindante con Santa Ponsa hacia el sur y a unos 4 kilómetros de la villa de Calviá al norte, al oeste con Paguera, y al sureste con la urbanización Son Ferrer. Junto a este núcleo de población se encuentra el polígono Son Bugadellas, el cual potencia la diversificación económica del municipio.
Cuenta con centro de enseñanza infantil, primaria, secundaria, pabellón deportivo, clubes de petanca, club de esplai y con una cofradía que lleva a cabo procesiones en Semana Santa. 
El lugar más emblemático de la urbanización consiste en el conocido popularmente como molino de Santa Ponsa, localizado al lado de la rotonda de la carretera Palma-Andrach y Santa Ponsa-Calviá, el cual se restauró completamente en un proyecto creado por una escuela taller municipal.

## Fiestas
Las fiestas patronales se celebran desde el 20 al 25 de agosto.